# Die Ehe des Dr. med. Danwitz
 Die Ehe des Dr. med. Danwitz  ist ein deutscher Spielfilm von Arthur Maria Rabenalt aus dem Jahr 1956.

## Handlung
Christa Hambach hat nach dem Zweiten Weltkrieg gemeinsam mit ihrem Mann Fritz die Marke „Fantasia“, eine Fabrik für Kunstfasern, die er selbst entwickelt hat, aufgebaut und betreibt jetzt den Modesalon des Unternehmens. Aber ihre Ehe besteht nur noch auf dem Papier, denn durch die berufliche Überbeanspruchung lebten sie sich auseinander. Frau Hambach versucht die Gemeinschaft trotzdem aufrechtzuerhalten. Doch moralisches Versagen des Mannes zerstört die letzte seelische Bindung. Genau in dieser schwierigen Situation stellt sie fest, dass sie ein Kind erwartet. In ihrer Panik ist Christa entschlossen, die ungewollte Schwangerschaft abzubrechen – durch einen illegalen Eingriff, den sie gut bezahlen würde.
So versucht sie den jungen Assistenzarzt Dr. Hauser, der sich noch in der Ausbildung befindet und über wenig finanzielle Mittel verfügt, zur Vornahme des Eingriffs zu bewegen. Sein Chef, Professor Schüddekopf, hält Hauser und dessen Kollegen Dr. Danwitz für genial und steht hinter dem Forschungsprojekt, das diese gemeinsam auf die Beine gestellt haben. Die Assistenzärzte arbeiten allerdings unbezahlt. Und während Hauser seinen Lebensunterhalt mühsam mit einem Nebenjob als Taxifahrer finanziert, lässt Danwitz sich notgedrungen von seiner Frau Edith über die Runden bringen. Diese hat für die Karriere ihres Mannes ihr eigenes Medizinstudium aufgegeben und ist als Mannequin im Modesalon von Frau Hambach beschäftigt. Auch ihr Job ist anstrengend; sie ist oft auf Reisen, sieht ihren Mann selten – und träumt heimlich davon, ein Kind zu bekommen. Obwohl Dr. Hauser das Geld für den Schwangerschaftsabbruch dringend gebrauchen kann, bekommt er Zweifel an der Richtigkeit seines Vorhabens und zieht sein Versprechen, Frau Hambach zu helfen, zurück.
Für Danwitz ist die Versuchung groß, sich auf diese Weise zu sanieren. Denn auch seine Frau Edith erwartet ein Kind und sie benötigen dringend das Geld. Doch er lehnt den Eingriff aus Gewissensgründen ab. Schließlich lässt sich sein Kollege Dr. Hauser dann doch von der verzweifelten Frau Hambach überreden. Die Frau bezahlt den verbotenen Eingriff mit ihrem Leben, der Arzt mit dem endgültigen Verlust seines Berufes. Die nahe Zukunft gehört Dr. Danwitz mit seiner Frau und dem zu erwartenden Kind.

## Produktion
Die Ehe des Dr. med. Danwitz  ist ein Schwarzweißfilm, der am 29. März 1956 im Theater am Kröpcke in Hannover seine Uraufführung hatte. Die Erstaufführung in der DDR erfolgte am 11. August 1956 auf der Freilichtbühne Wuhlheide. Am 7. Dezember 1958 wurde der Film erstmals im DFF der DDR ausgestrahlt.

## Auszeichnungen
- 1956: Internationales Filmfestival Karlovy Vary: Ehrendiplom[2]

## Kritik
Das Lexikon des internationalen Films bezeichnet den Film als ein Kolportagedrama, das die tatsächlich miserable soziale Situation bundesdeutscher Assistenzärzte in den 1950er Jahren kaum ernsthaft auslotet.
Die Internetseite Kino.de schreibt über den Film: „Leider weiß er seinen Stoff jedoch nicht wirklich zu nutzen, beleuchtet weder die miserable soziale Situation der bundesdeutschen Assistenzärzte jener Jahre entsprechend, noch findet er eine konkrete Haltung zum Problemkreis Schwangerschaftsabbruch. Überzeugend agieren Marianne Koch und Karlheinz Böhm als Ehepaar in der Krise.“
In der Berliner Zeitung ist von H.U.E. zu lesen: „Der Film hat (außerdem) mehr als genug dekoratives Beiwerk, von dem immerhin einige virtuose Aufnahmen aus der schicksalsträchtigen Welt chromspiegelglänzender Operationssäle bemerkenswert sind. Auch von diversen Schiefheiten und Oberflächlichkeiten in der Behandlung der Kernfrage wäre abzusehen — ist manches also auch nur scheinbar ‚mitten aus dem Leben gegriffen‘, so muss man doch in der ‚Ehe des Dr. Danwitz‘ einen der seltenen Versuche registrieren, den westdeutschen Film von der Öde der Heimat-, Hurra- und Bettschnulzen weg zu neuem Inhalt zu führen.“